# 赤マルダッシュ☆
赤マルダッシュ☆（あかマルダッシュ☆）は、日本の女性アイドルグループ。オスカープロモーション所属。「歌って、踊って、食べるアイドル」として、マルちゃん赤いきつねと緑のたぬきCM内にて武田鉄矢がプロデュース。2014年10月に日本コロムビアよりメジャーデビュー。2019年7月に解散した。

## 概要
2013年8月19日よりオンエアされた、東洋水産マルちゃん赤いきつねと緑のたぬき武田鉄矢プロデュースアイドルプロジェクト編CM内にて、武田鉄矢がアイドルのプロデューサーとなり、作詞・作曲にヒャダインこと前山田健一、振り付けにパパイヤ鈴木を起用。同年9月16日より放送されたCM内にて、北澤鞠佳、大西菜友、玉城茉里、川村彩花の4人のメンバーと、ユニット名「赤マルダッシュ☆」を発表した。
2014年8月13日、マルちゃん赤いきつねと緑のたぬき新CMの発表会見にて、プロデューサーの武田鉄矢より日本コロムビアからメジャーデビューすることを発表。同年10月22日にメジャーデビューシングル「食べて、笑って、生きていく。」をリリース。同年8月18日よりオンエアされる同新CMソングに決定した。
2016年9月30日をもって玉城が卒業。
2017年4月23日の『赤マルダッシュ☆不定期定期イベント vol.03』をもって川村が卒業。
2019年7月24日、公式サイトにて完食（解散）を報告。

## 完食（≒解散）時のメンバー
| 名前                     | 愛称     | 生年月日（年齢）      | 出身地   | 担当商品         | 備考                                              |
| ------------------------ | -------- | --------------------- | -------- | ---------------- | ------------------------------------------------- |
| 北澤鞠佳 きたざわ まりか | まーりん | 1996年1月1日（29歳）  | 神奈川県 | 赤いきつねうどん | リーダー fairly hairy situation兼任、桃色革命兼任 |
| 大西菜友 おおにし なゆ   | NAYU     | 1998年9月29日（26歳） | 埼玉県   | 白い力もちうどん |                                                   |

### 旧メンバー
| 名前                     | 愛称       | 生年月日（年齢）       | 出身地 | 担当商品           | 備考                                          |
| ------------------------ | ---------- | ---------------------- | ------ | ------------------ | --------------------------------------------- |
| 玉城茉里 たましろ まり   | ねーさん   | 1994年6月16日（30歳）  | 沖縄県 | 緑のたぬき天そば   | 2016年9月に卒業                               |
| 川村彩花 かわむら あやか | あーちゅん | 1997年10月15日（27歳） | 千葉県 | 黒い豚カレーうどん | 2017年4月に卒業、吉良彩花に改名して女優活動。 |

## 作品
順位はオリコン週間ランキング最高位。

### シングル
| ＃ | 発売日         | タイトル                     | カップリング | 規格品番                                    | 順位 |
| -- | -------------- | ---------------------------- | --- | ------------------------------------------- | ---- |
| 1  | 2014年10月22日 | 食べて、笑って、生きていく。 | 赤マル急上昇ダッシュ!!!! うわさのジャパニーズボーイ 4 colors【赤盤】 Beside you【緑盤】 5 Minutes Ruler【黒盤】 Sticky Heart【白盤】       | COCA-16934 COCA-16935 COCA-16936 COCA-16937 | 33位 |
| 2  | 2015年4月1日   | ワンダフル☆スマイル          | ヒッパレ☆うどんそば 赤い鞠のように（北澤鞠佳ソロ曲） UDON☆SHAKALAKA【赤盤】 Heartbeat【緑盤】 クロノス【黒盤】 明日もきっと急上昇☆【白盤】 | COCA-16984 COCA-16985 COCA-16986 COCA-16987 | 33位 |
| 3  | 2016年2月10日  | アナザーユー                 | 伝統のDASIと情熱のDASHの間 こころのピアス ワンダーランド by ぽんこつマシンガン【うどん盤】 恋するトーラーズ by トーラーズ【そば盤】        | COCA-17089 COCA-17090                       | 09位 |
| 4  | 2017年4月30日  | GROWING DASH!                | Dear Drop（北澤鞠佳ソロ曲） 晴空ステイヒアー（大西菜友ソロ曲）                                                                             | HAOK-0001                                   | N/A  |
| 5  | 2018年1月2日   | ELS                          | ELS（まーりんソロver.） ELS（NAYUソロver.）                                                                                                |                                             | N/A  |
| 6  | 2018年4月29日  | 恋心交差点                   | 好きなの |                                             | N/A  |

### タイアップ
| タイトル                     | タイアップ                                                      |
| ---------------------------- | --------------------------------------------------------------- |
| 食べて、笑って、生きていく。 | 「マルちゃん赤いきつねと緑のたぬき」2014年CMソング              |
| 赤マル急上昇ダッシュ!!!!     | 広島東洋カープ丸佳浩入場曲                                      |
| クロノス                     | ラジオ「赤マルダッシュ☆の試しにいっぱい召し上がれ!!!!」テーマ曲 |
| アナザーユー                 | 「マルちゃん赤いきつねと緑のたぬき」2016年CMソング              |

## ライブ
- 1stワンマンライブ「沸騰一杯目〜私たちはみかんを作っているのではない、うどんとそばを作っているのだ!〜」（2016年3月20日、WWW）

### 定期公演
- FUTURE GENERATION TRIO LIVE〜season2（AKIBAカルチャーズ劇場）
  - 2015年7月1日 共演：神宿、じぇるの!
  - 2015年7月15日 共演：神宿
  - 2015年8月5日 共演：じぇるの!
  - 2015年8月19日 共演：神宿
  - 2015年9月16日 共演：じぇるの!
  - 2015年9月30日 共演：神宿、じぇるの!

### 参加ライブ
- 武道館アイドル博2017（2017年5月6日、日本武道館）[11]

## 出演

### テレビ
- 赤マルダッシュ、食べ友1000人できるかな。（2014年10月8日 - 不定期、スカパー!プレミアムサービス）

### ラジオ
- レコメン!「赤マルダッシュ☆ 本気、ダシます。」（2013年10月 - 2014年3月、文化放送）
- 赤マルダッシュ☆の試しにいっぱい召し上がれ!!!!（2015年4月 - 2016年9月、ラジオ日本）